# Okta, Inc.
Okta, nc. (anteriormente Saasure Inc.) es una empresa estadounidense de administración de acceso e identidad con sede en San Francisco. Proporciona software en la nube que ayuda a las empresas a administrar y asegurar la autenticación de usuarios en aplicaciones, y para que los desarrolladores integren controles de identidad en aplicaciones, servicios web de sitios web y dispositivos. Fue fundada en 2009 y tuvo su oferta pública inicial en 2017, con un valor de más de 6 mil millones de dólares.

## Productos y servicios
Okta vende varios productos, que incluyen Single Sign-On, Universal Directory, Advanced Server Access (anteriormente ScaleFT), API Access Management, Authentication, User Management, B2B Integration, Multi-factor Authentication, Lifecycle Management y Access Gateway.
Okta vende además múltiples servicios, incluido un servicio de Single Sign-On que permite a los usuarios iniciar sesión en una variedad de sistemas mediante un proceso centralizado. Por ejemplo, la empresa afirma tener la capacidad de iniciar sesión en Gmail, Workday, Salesforce y Slack con un solo inicio de sesión. También ofrece servicios de autenticación API.
Los servicios de Okta están construidos sobre la nube de Amazon Web Services.
Okta se dirige principalmente a negocios empresariales. Los clientes a los que da servicio incluyen Zoominfo, JetBlue, Nordstrom, MGM Resorts International y el Departamento de Justicia de EE. UU.
Okta organiza una conferencia anual de usuarios "Oktane", que en 2018 contó con el expresidente de los Estados Unidos Barack Obama como orador principal.

## Operaciones
Okta tiene su sede en San Francisco. También tiene oficinas en San José, Bellevue, Toronto, Washington D. C., Londres, Ámsterdam, Sídney, París y Estocolmo.

## Historia
Okta fue cofundada en 2009 por Todd McKinnon y Frederic Kerrest, quienes anteriormente trabajaron juntos en Salesforce.
En 2015, la empresa recaudó 75 millones de dólares estadounidenses en capital de riesgo de Andreessen Horowitz, Greylock Partners y Sequoia Capital, con una valoración inicial total de 1200 millones de dólares estadounidenses.
En 2017, la oferta pública inicial de Okta tuvo un precio de 17 dólares por acción, cotizando al alza en su primer día, para recaudar 187 millones adicionales. En el momento de su oferta pública inicial, Sequoia Capital era el mayor accionista, con una participación del 21,2 por ciento.
En enero de 2019, el director ejecutivo de Okta anunció que la empresa tiene más de 100 millones de usuarios registrados.
En agosto de 2020, Okta anunció que planea permitir que la mayoría de sus empleados trabajen de forma remota de forma permanente como resultado de la pandemia de COVID-19.
En marzo de 2021, Okta firmó un acuerdo definitivo para adquirir Auth0 por 6500 millones de dólares. El acuerdo se cerró en mayo de 2021.

## Incidentes de seguridad
El 9 de marzo de 2021, el colectivo de piratas informáticos "Advanced Persistent Threat 69420" violó la red de una oficina de Okta a través de una falla de seguridad en la configuración de la cámara Verkada de la empresa. Pudieron descargar imágenes de seguridad de las cámaras. Un miembro del grupo, Tillie Kottmann, también reveló que el grupo había obtenido acceso de root shell a la red. En una publicación de blog al día siguiente, el director de seguridad de Okta, David Bradbury, minimizó la importancia de la herramienta hackeada como una "herramienta de soporte interno" del fabricante de cámaras Verkada. Sin embargo, habría dado a los piratas informáticos acceso total para ejecutar cualquier comando en la red, y Cloudflare admitió que un ataque idéntico del grupo en la red de esa empresa les había dado ese nivel de acceso. Bradbury también dijo que la amenaza estaba contenida en una red aislada.
El 22 de marzo de 2022, el grupo de hackers LAPSUS$ publicó capturas de pantalla que decían ser de los sistemas internos de Okta. Al día siguiente, Okta concluyó que un máximo de 366 de los datos de sus clientes podrían haberse visto potencialmente afectados, y afirmó además que la infracción se originó en una computadora utilizada por uno de los ingenieros de atención al cliente de Okta a la que tuvieron acceso los piratas informáticos.
En octubre de 2023, Okta tuvo un grave incidente de seguridad que afecto a todos sus clientes, a pesar de que la empresa lo negó inicialmente.